# 雷光宇
雷光宇（1879年—？ ），字道亨，湖南浏阳人。清末民初政治人物、法学家。 

## 生平
雷光宇早年是湖南时务学堂学生。1903年8月，雷光宇自费留学日本，入弘文学院。后来他肄业日本东京法政大学，主张君主立宪。此后他为国民宪政会会员，并参加宪友会湖南支部、辛亥俱乐部湖南支部。他曾作为山东代表参加各省都督府代表聯合會。1913年6月16日他任山东教育司司长。1921年9月至1922年6月，任交通大学北京学校主任。1922年他被北洋政府任命为南洋大学校长，但未到任。

## 著作
- 雷光宇 编译，商法商行为，天津：丙午社，1907年
- 彭兆璜，雷光宇，民法財產：物權，1905年